# Varoddbrua
Varoddbrua (Varoddbrücke) ist der einheitliche Name für die beiden nebeneinander stehenden Brücken, die in Kristiansand im Fylke Agder in Norwegen die Europastraße 18 über den Topdalsfjord führen.
Varodd ist der Name einer kleinen Insel, auf der die westlichen Widerlager der beiden Brücken stehen.

## Gamle Varoddbrua (1956)
Die Gamle Varoddbrua (Alte Varoddbrücke) ist eine 1956 eröffnete Hängebrücke, die auf ihren zwei Fahrspuren heute den Verkehr Richtung Osten aufnimmt. Sie war mit einer Spannweite von 337 m bis 1972 Norwegens längste Hängebrücke.
Sie hat einen stählernen Fachwerkträger mit einer Fahrbahnplatte aus Beton als Versteifungs- und Fahrbahnträger, der die Hauptöffnung sowie vier westliche und drei östliche Seitenfelder überbrückt. In den drei östlichen Seitenfeldern ist die Fahrbahn im Grundriss gebogen, um dem hohen Steilhang am Ufer auszuweichen. Die Länge der Brücke wird meist mit 618 m angegeben, aus Google Earth ergibt sich jedoch, dass der Fahrbahnträger rund 650 m lang ist und die östlichen Ankerblöcke weitere 20 m entfernt im Uferhang eingebaut sind.
Die Pylone bestehen aus schlichten Stahlbetonstielen, die an ihrem oberen Ende und auf etwa 2/3 ihrer Höhe durch Traversen verbunden sind. Anstelle der Tragkabel hat die Varoddbrücke jeweils zwei übereinander angeordnete Lagen zu je 6 Seilen. Sie sind nur im Hauptfeld und den westlichen Seitenfeldern durch Hänger mit dem Fahrbahnträger verbunden, während die östlichen Seitenfelder in der Kurve nur durch die Pfeiler gestützt werden.
Sie hat beidseitig nachträglich montierte Geh- und Radwege, die aber seit der Eröffnung der neuen Brücke nicht mehr benutzt werden können.
Ihre lichte Höhe beträgt 32 m.

## Nye Varoddbrua (1994)
Die Nye Varoddbrua (Neue Varoddbrücke) ist eine 1994 eröffnete Spannbetonbrücke, die im Hinblick auf eine zukünftige Erneuerung der alten Brücke von Anfang an für drei Fahrspuren konzipiert war. Auf zwei Fahrspuren übernimmt sie den Verkehr Richtung Westen. Die dritte Spur dient als breiter Geh- und Radweg. 
Die 663 m lange Brücke ist mit einer Spannweite von 260 m eine der größten Spannbetonbrücken der Welt.
Ihre vier Öffnungen sind 80 + 200 + 260 + 120 m weit. Sie hat eine 14 m breite Fahrbahnplatte über einem einzelligen, gevouteten Hohlkasten mit variabler Bauhöhe, die an den Pfeilern 14 m beträgt.
Ihre lichte Höhe beträgt 42 m.

## Neubau
Im Januar 2015 wurde mit der Detailplanung einer neuen Brücke begonnen, da die Instandhaltung der alten Hängebrücke teuer geworden sei und sie das Ende ihrer Lebenserwartung erreiche. Der durchschnittliche Verkehr auf der Strecke beträgt ca. 50.000 Fahrzeuge pro Tag mit einem regen Fahrradverkehr. Der Neubau werde der gegenwärtigen Spannbetonbrücke weitgehend gleichen und in der Lücke zwischen den beiden vorhandenen Brücken errichtet. Mit dem Bau wurde das Unternehmen Porr Norway Infrastructure beauftragt. Im März 2017 wurde der Bau begonnen, mit dessen Fertigstellung 2020 gerechnet wird. Danach wird die alte Hängebrücke abgerissen.